# Ilaria D'Amico
Ilaria D'Amico (Roma, 30 de agosto de 1973) es una presentadora de televisión y ocasional actriz italiana, reconocida por su trabajo en programas relacionados con el fútbol y más especialmente con la liga italiana de fútbol.

## Vida personal
Desde 2014 D'Amico ha tenido una relación sentimental con el portero del club Juventus F.C. y de la selección italiana de fútbol Gianluigi Buffon, tras la separación de Buffon y su esposa Alena Šeredová. En 2015 se anunció que la pareja tendría un hijo, lo que fue confirmado en enero de 2016 tras el nacimiento de Leopoldo Mattia.

## Filmografía

### Como actriz
- 2008 - L'allenatore nel pallone 2
- 2013 - Dammi Più Voice
- 2016 - Che tempo che fa

### Como presentadora
- 2017 Sky Sport Premier Live